# Anne Rossignol
Anne Rossignol, född cirka 1730, död 1810, var en fransk-afrikansk signara och affärsidkare.

## Biografi
Anne Rossignol var dotter till fransmannen Claude Rossignol och signaran Madeleine-Francoise. Anne Rossignols syster Marie-Therese gifte sig 1749 med Blaise Estouphan de Saint-Jean, Gorées guvernör 1746–1758 och bror till Senegals guvernör Jean-Baptiste Estouphan. Anne Rossignol reste som barn år 1736 med sin far och hans maka Renée Le Monier till Lorient i Frankrike; hon anges då i papperen vara sin fars "naturliga dotter, en mulatt". Hon återvände vid okänd tidpunkt till Gorée, där hon på 1750-talet antecknas vara bosatt med flera barn. Hon fick en son och en dotter, Armand och Marie, med fransmannen Aubert från Marseille, som var anställd vid Compagnie des Indes.

### Saint Domingue
Anne Rossignol emigrerade 1775 med sin son Armand och dotter Marie-Adelaide till den franska kolonin Saint-Domingue (Haiti), där hon bosatte sig i Cap-Francais. Anne Rossignol blev en av kolonins rikaste affärsidkare och investerade i fastighetsaffärer och slavhandel. Hon ägde ett flertal byggnader i Le Cap, även luxuösa hus i den delen av staden som normalt sett endast beboddes av rika vita personer, och ska ha bott i en palatsliknande byggnad. Hon ägde ett flertal slavar. Hennes dotter gifte sig 1786 med en vit kirurg och fick en hemgift som översteg hemgifterna för många av de förmögnaste plantageägarna i kolonin. Hon omnämns som kolonins kanske rikaste färgade affärskvinna vid sidan av Zabeau Bellanton i Cap-Francais och Jeanne-Genevieve Deslandes i Port-au-Prince.

### USA
Rossignols son återvände till Gorée, men Anne Rossignol emigrerade med sin dotter till South Carolina i USA efter den haitiska revolutionen. Hon avled i Charleston som en förmögen slavägare. Anne Rossignol uppfattas på många sätt som ovanlig för sin tid, då hon tillhörde den lilla minoritet afrikaner som emigrerade frivilligt till Amerika som fria medborgare, och som trots sin hudfärg uppnådde stor framgång som affärsidkare och själva var slavägare i de amerikanska slavsamhällena. Hon har kallats den kanske första (frivilliga) afrikanska emigranten till Amerika. 